# Rupirana cardosoi
Rupirana cardosoi is een kikker uit de familie fluitkikkers (Leptodactylidae). De soort werd voor het eerst wetenschappelijk beschreven door Edward Drinker Cope in 1865. De kikker werd eerder tot de familie Cycloramphidae gerekend. Het is de enige soort uit het monotypische geslacht Rupirana.
Rupirana cardosoi leeft in Zuid-Amerika en komt endemisch voor in Brazilië. Het is een bewoner van hoger gelegen delen die leeft op een hoogte van ongeveer 1200 meter boven zeeniveau.
Onderfamilie Leiuperinae

Edalorhina · Engystomops · Physalaemus · Pleurodema ·  Pseudopaludicola

Onderfamilie Leptodactylinae

Adenomera · Hydrolaetare · Leptodactylus · Lithodytes

Onderfamilie Paratelmatobiinae

Crossodactylodes · Paratelmatobius · Rupirana · Scythrophrys